# Pochoco, Veracruz
Pochoco är en ort i Mexiko.   Den ligger i kommunen Zontecomatlán de López y Fuentes och delstaten Veracruz, i den sydöstra delen av landet, 180 km nordost om huvudstaden Mexico City. Pochoco ligger 376 meter över havet och antalet invånare är 220.
Terrängen runt Pochoco är kuperad. Runt Pochoco är det ganska glesbefolkat, med 45 invånare per kvadratkilometer. Närmaste större samhälle är Xochiatipan de Castillo, 7,6 km nordväst om Pochoco. I omgivningarna runt Pochoco växer huvudsakligen savannskog.